# Hygrochilus parishii
Hygrochilus parishii là một loài thực vật có hoa trong họ Lan. Loài này được (Veitch & Rchb.f.) Pfitzer mô tả khoa học đầu tiên năm 1897.

## Hình ảnh

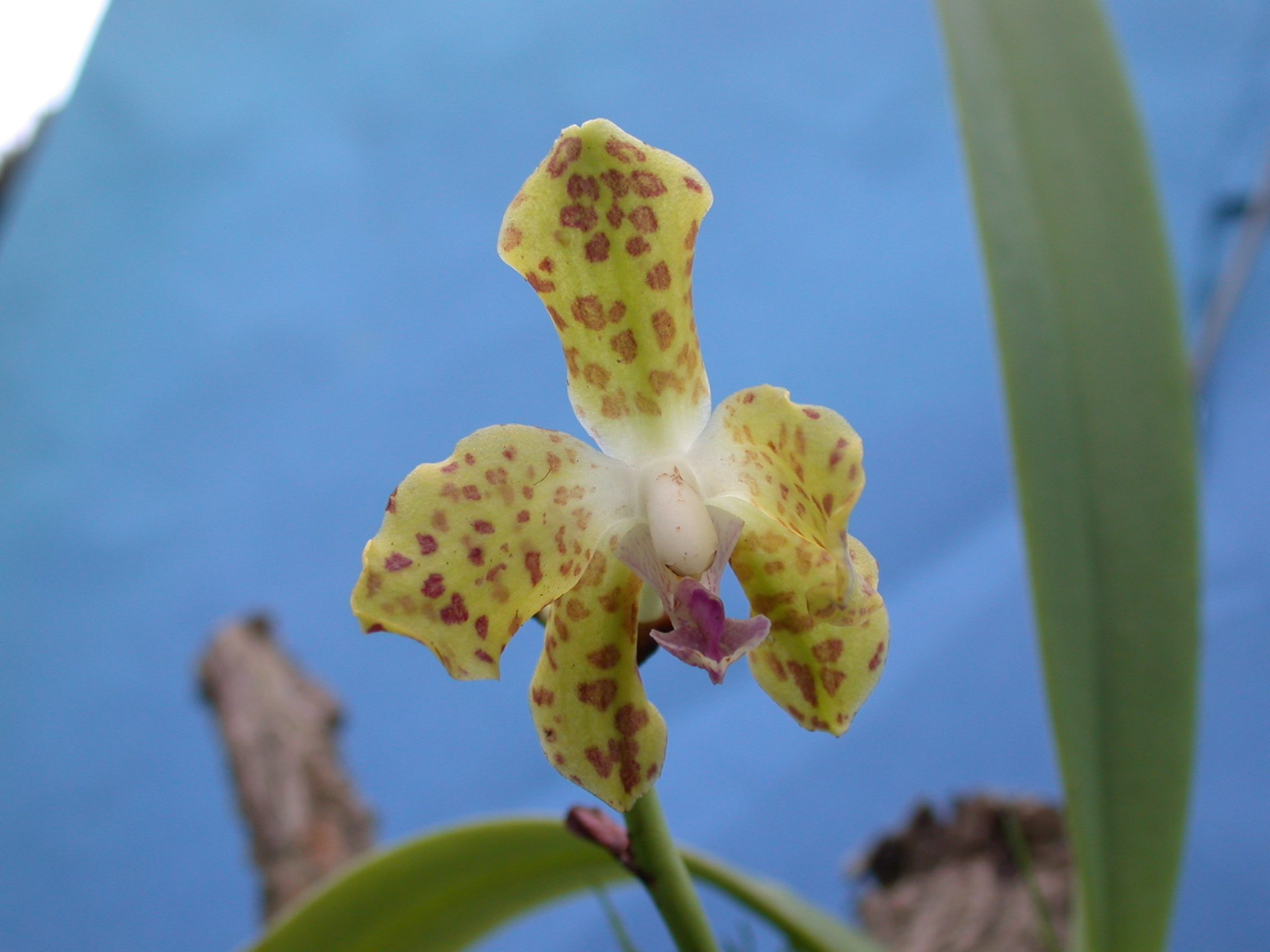
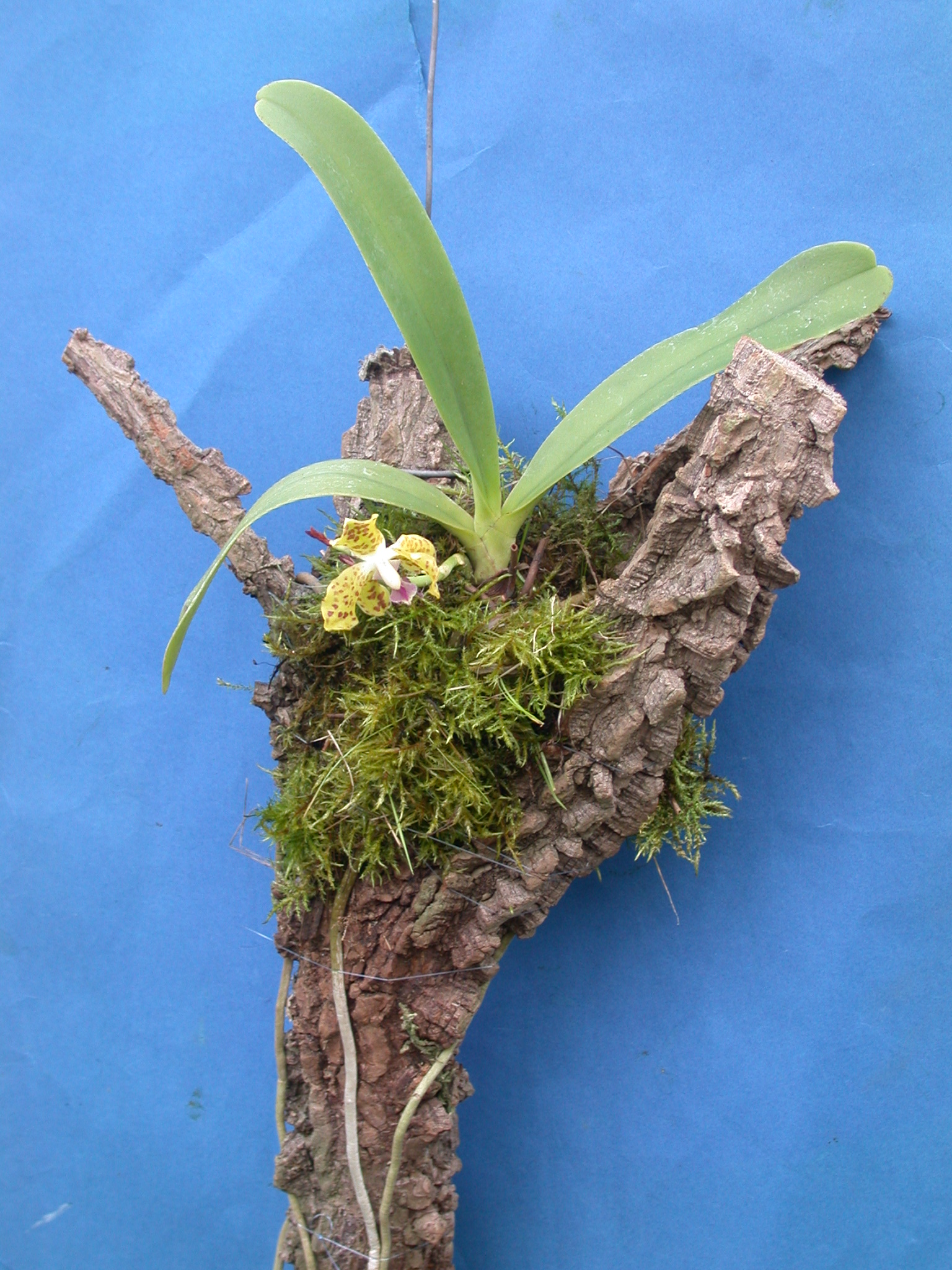